# Rue Mesnil
La rue Mesnil est une rue du 16e arrondissement de Paris.

## Situation et accès
Elle relie la place Victor-Hugo à la rue Saint-Didier.
Ce site est desservi par la ligne 2 à la station de métro Victor Hugo.

## Origine du nom
Elle porte le nom de « Mesnil » qui signifie habitation, village ou hameau.

## Historique
Cette voie est tracée en 1826 dans l'ancienne commune de Passy par la Société des terrains de la plaine de Passy, qui lotit le territoire rural situé entre l'avenue de Neuilly, actuelle avenue de la Grande-Armée au nord, la rue de Longchamp au sud, l'ancienne faisanderie du parc de la Muette à l'ouest (actuellement rue Spontini et rue Pergolèse à l'ouest et le mur des Fermiers généraux limitant la ville de Paris (emplacement de l'actuelle avenue Kléber).
Cette voie ouverte sous sa dénomination actuelle en 1834 est classée dans la voirie parisienne en vertu d'un décret du 23 mai 1863.
Comme l'ensemble du quartier de la plaine de Passy, la rue du Mesnil ne se construisit pour l'essentiel qu'à partir des années 1850, ce qu'attestent les plans du milieu du siècle figurant un espace non bâti.

## Bâtiments remarquables et lieux de mémoire
- La rue longe l'église Saint-Honoré-d'Eylau.
- Au no 5, un café ouvert dans les années 1920. Il porte aujourd'hui le nom Le Petit Retro et a fait l’objet d’une inscription au titre des monuments historiques depuis le 23 mai 1984[1].
- Au no 8 se trouve la caserne des sapeurs-pompiers construite en 1936 par l'architecte français Robert Mallet-Stevens, la première commande publique pour cet architecte. Au rez-de-chaussée est installé le garage avec des portes basculant horizontalement, et dans son prolongement une cour et un gymnase. Au premier étage, les bureaux des officiers, le poste téléphonique et le réfectoire. Au deuxième étage se trouve un dortoir ; les appartements de famille sont distribués sur les niveaux supérieurs de l'immeuble qui longe la cour. La tour de l'immeuble visible de la rue abrite l'escalier de secours[2]. La caserne fait l’objet d’une inscription au titre des monuments historiques depuis le 22 janvier 1986[3].
- Au no 19 se trouvait la patinoire (sur glace) Sporting Victor Hugo, ou patinoire Saint-Didier[4],[5],[6].
- Aux nos 23-29 : marché Saint-Didier.

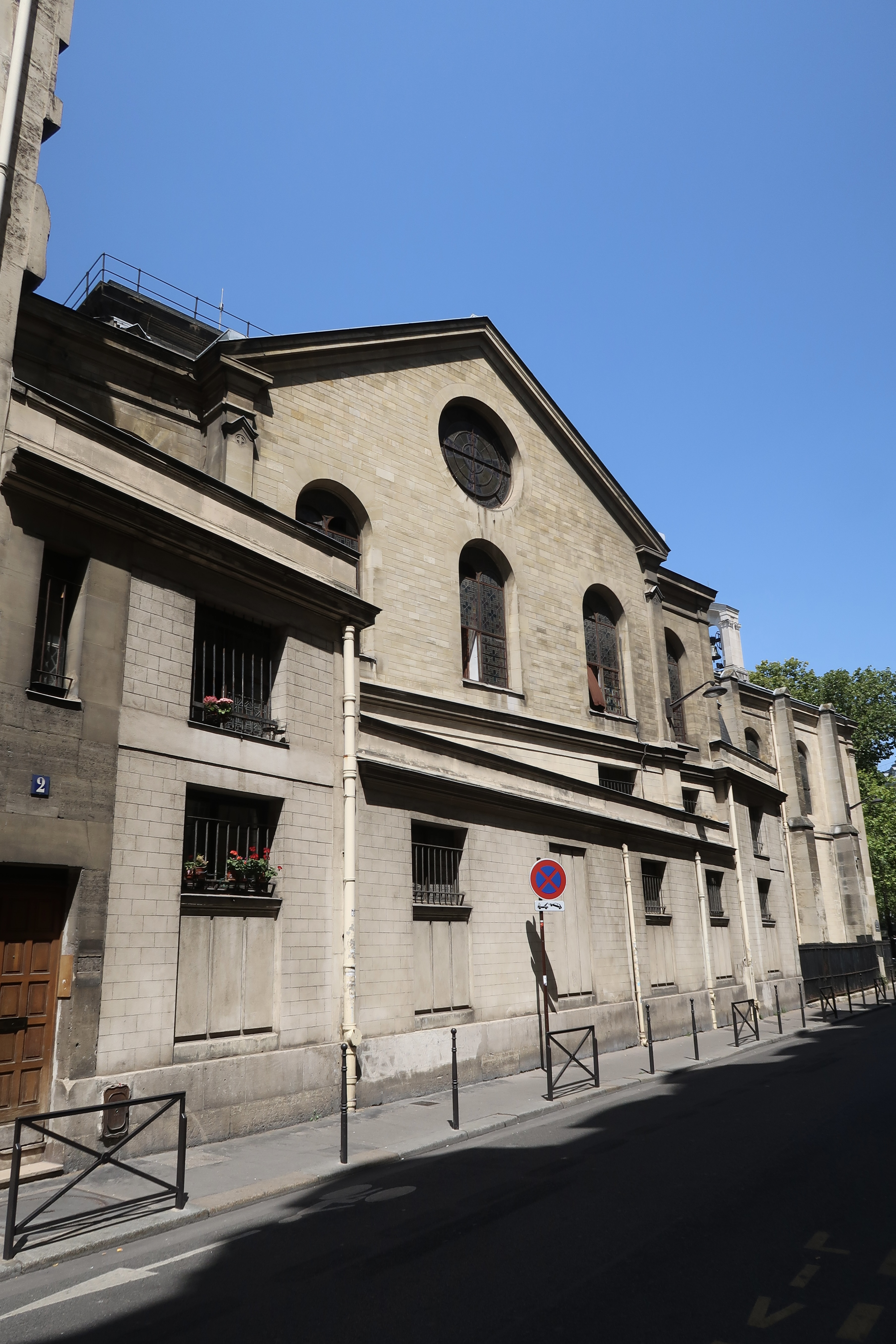
Église.
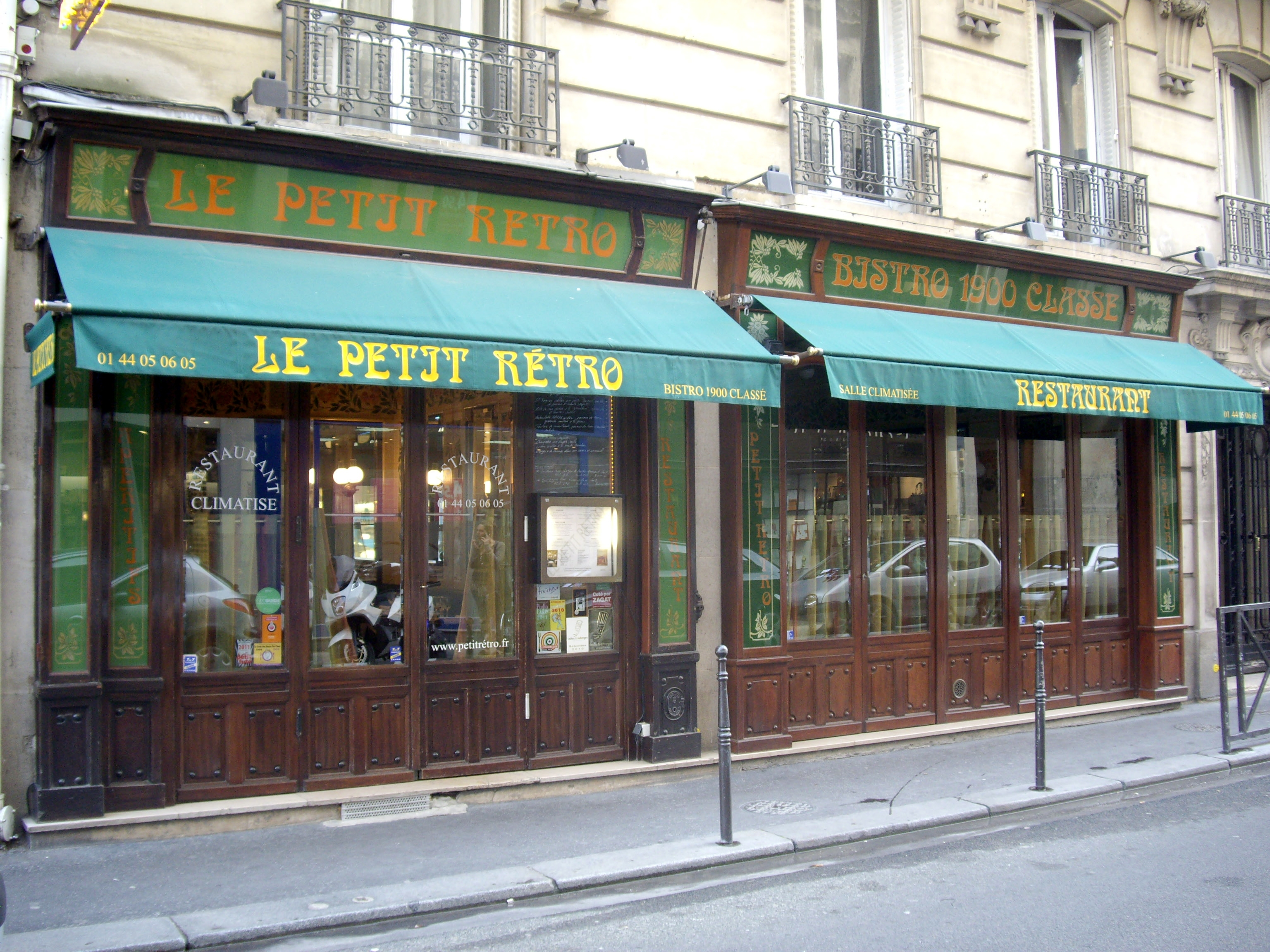
Café au no 5.
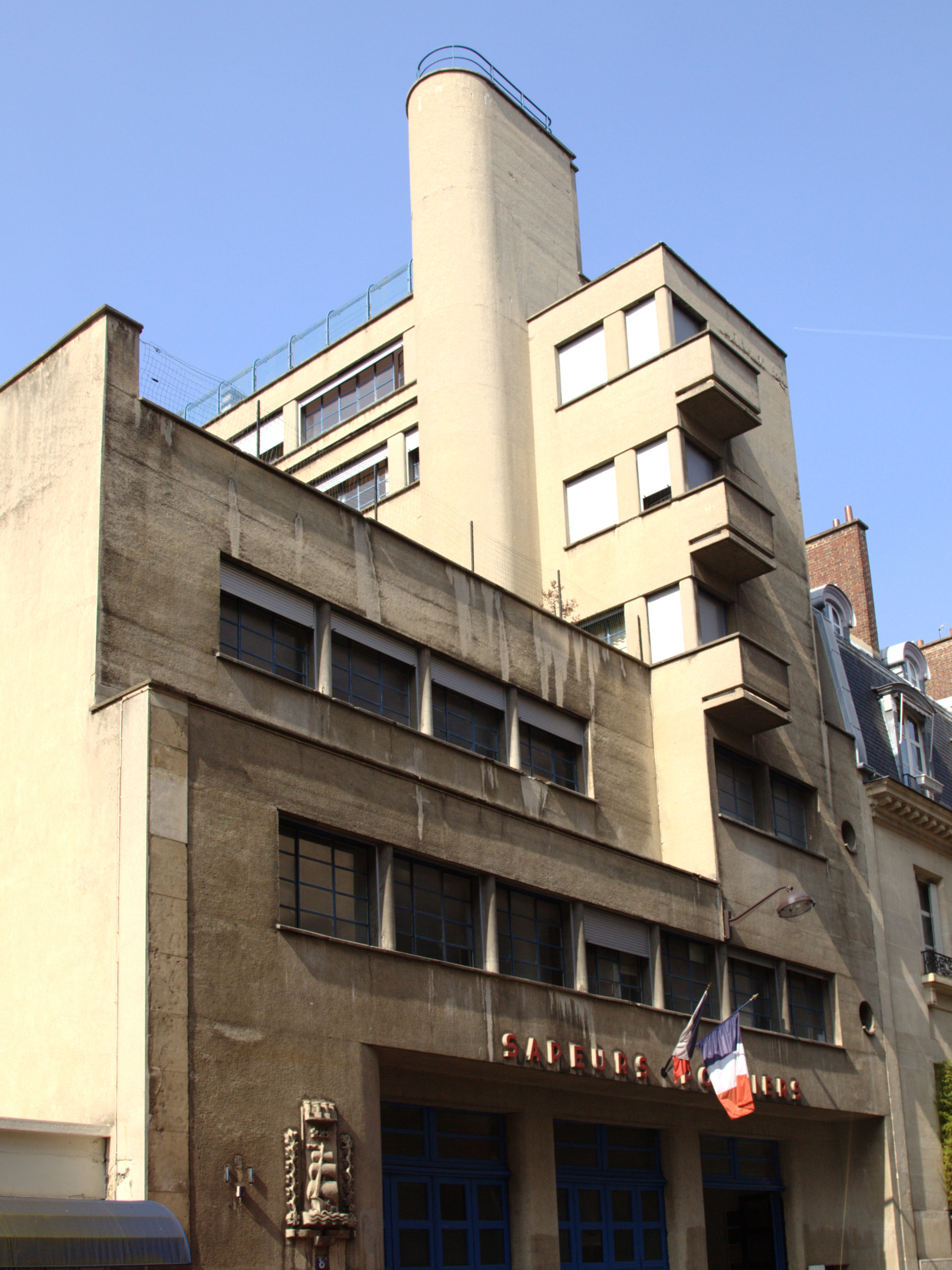
Caserne des pompiers au no 8.
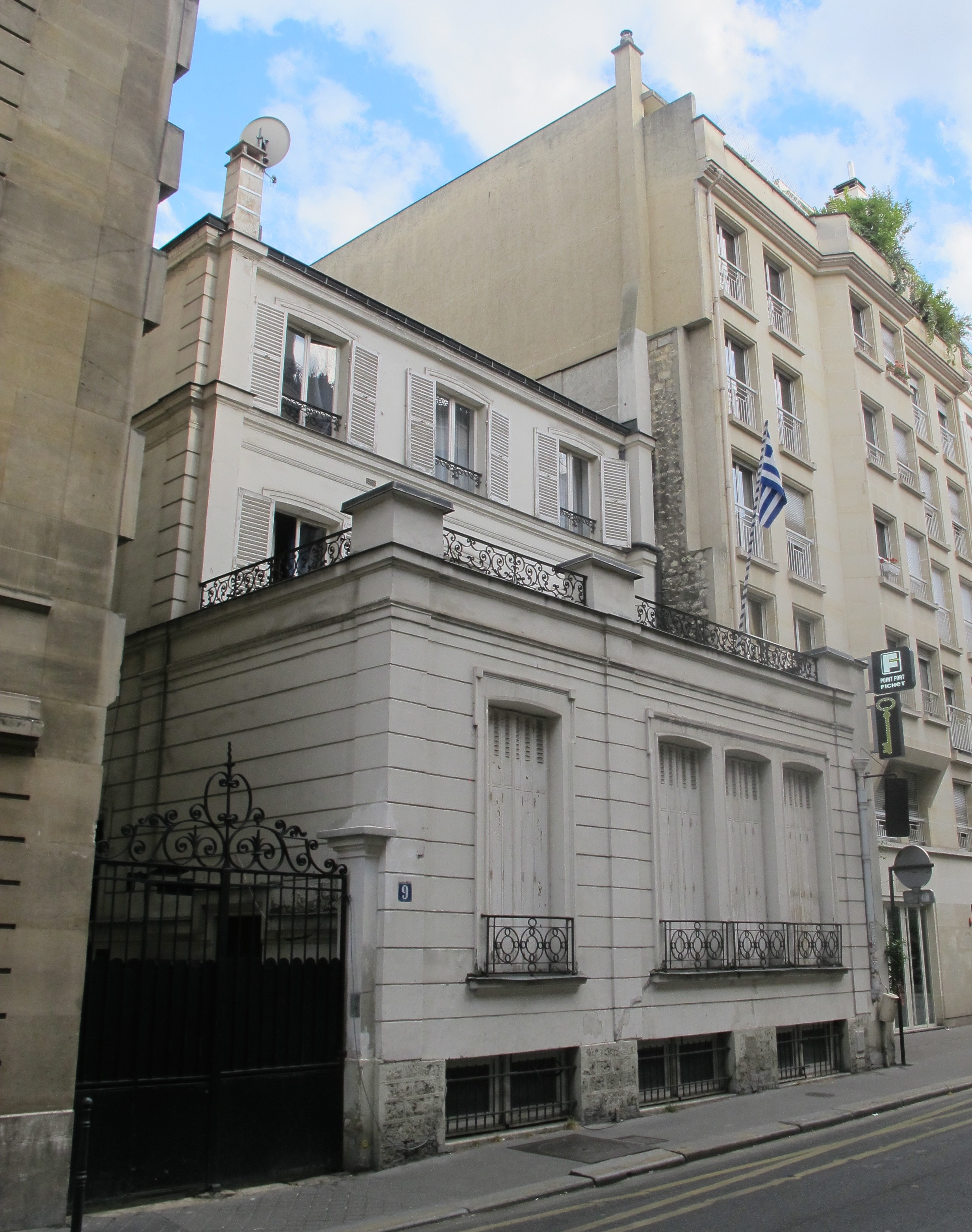
Maison de la Grèce au no 9.
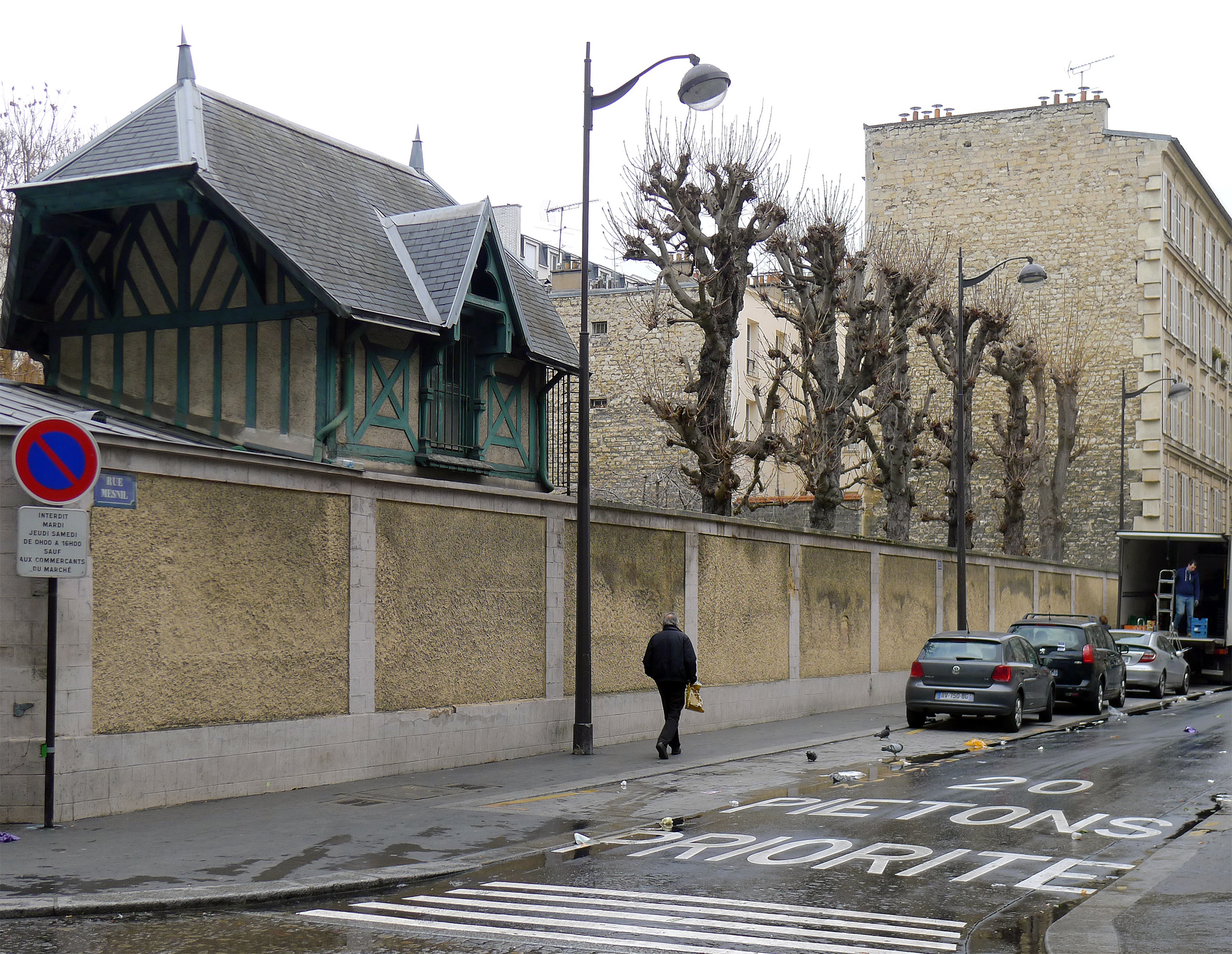
Chalet suisse.
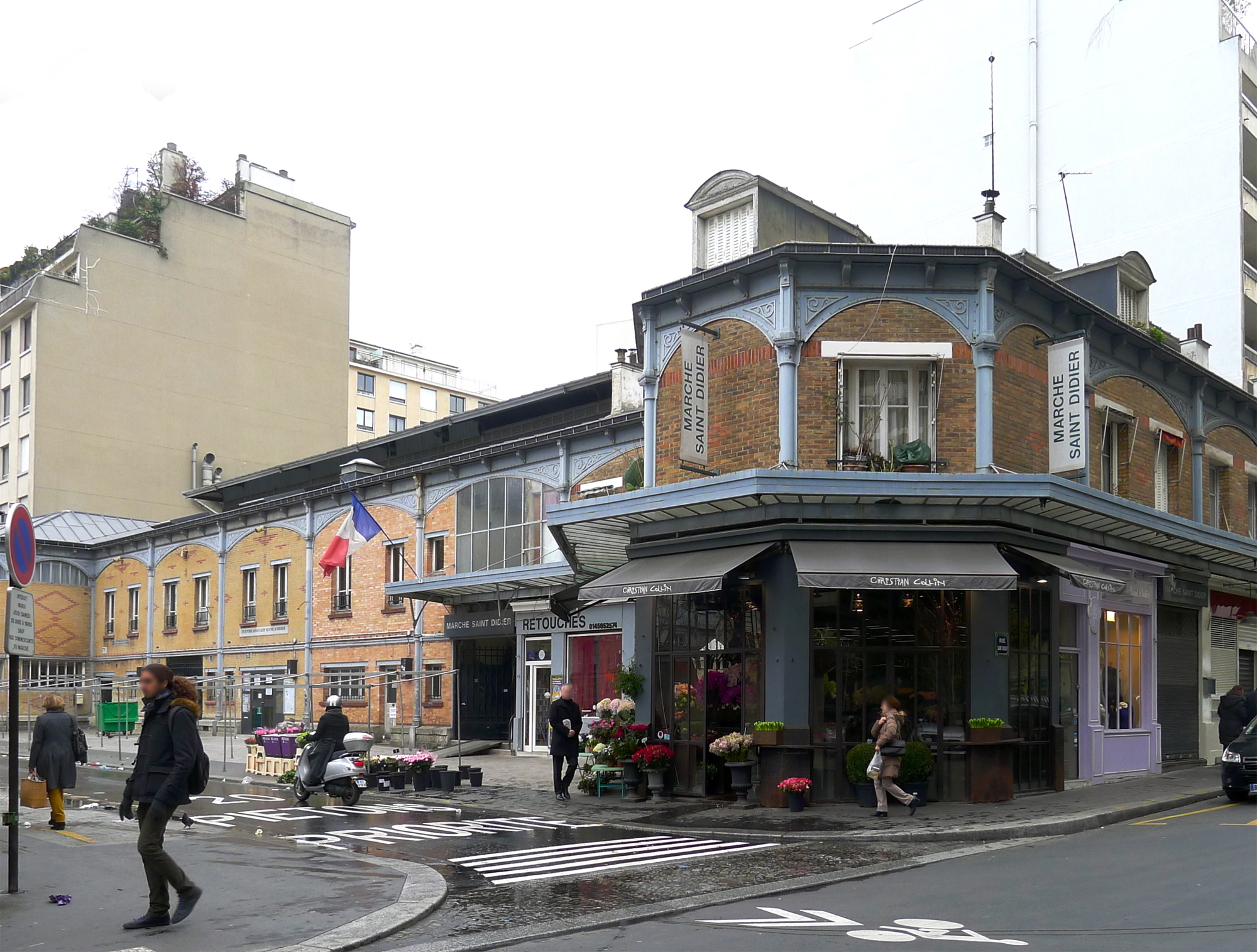
Marché Saint-Didier.